# Paysandú (miasto)

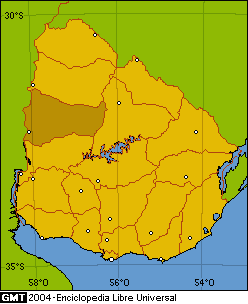
Położenie miasta Paysandú w departamencie Paysandú

Paysandú − miasto w zachodnim Urugwaju, nad rzeką Urugwaj, którą biegnie granica z Argentyną. Ośrodek administracyjny departamentu Paysandú. Czwarte pod względem liczby ludności, po Montevideo, Salto i Ciudad de la Costa, miasto Urugwaju. Ludność: 73,3 tys. mieszk. (2004).
Miasto zostało założone w 1772. Spośród zabytków warte uwagi są katedra w stylu nowoczesnym i stary cmentarz.

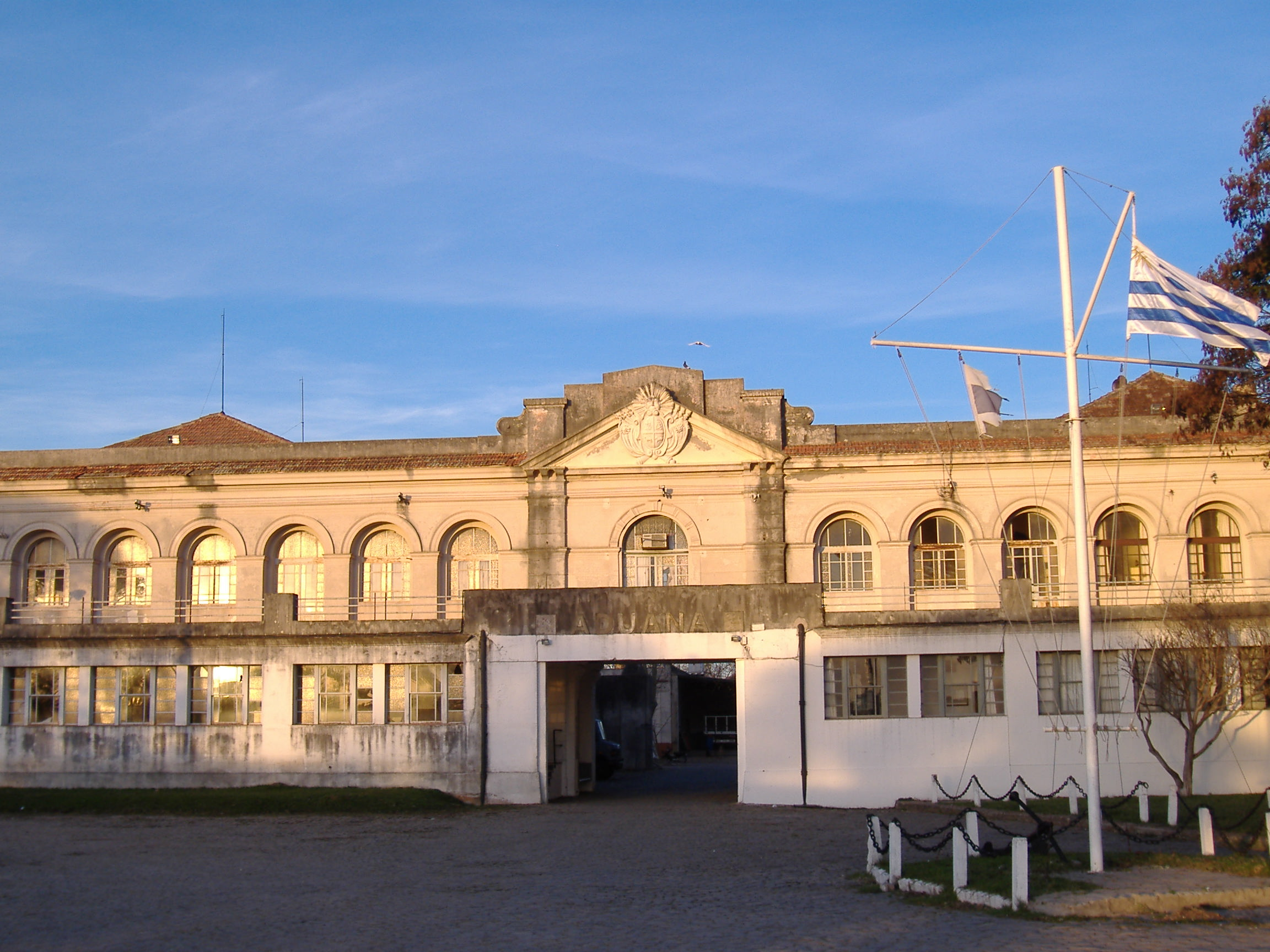
Port w Paysandú

Paysandú stanowi ważny port rzeczny na rzece Urugwaj, dostępny również dla statków morskich. Rozwinął się tu przemysł spożywczy, drzewny, obuwniczy. Istnieje też stocznia rzeczna.
W Paysandú urodził się pomocnik reprezentacji Urugwaju Nicolás Lodeiro.

## Miasta partnerskie
- Hellín, Hiszpania
- Muscatine, Stany Zjednoczone